# Avi Ran
Avi Ran (25 de agosto de 1963 - 11 de julio de 1987) fue un portero de la Selección israelí de fútbol, que jugó en el Club Maccabi Haifa. Se trata de una joven promesa cuya vida se vio fatalmente cortada por un inesperado accidente.

## Accidente fatal
El 11 de julio de 1987, en la playa "Guy" en Tiberíades, Avi Ran falleció penosamente cuando fue golpeado por un bote de carreras, cuando su Club Maccabi Haifa celebraba su tercer campeonato en el lago Kineret. Cuando el prometedor arquero no regresaba de su corto paseo en bote en el lago, todos comenzaron a entrar en shock y quedaron devastados cuando su muerte fue confirmada. 14,000 personas asistieron al funeral de Avi.

## Carrera
- Ganó 2 campeonatos con el Maccabi Haifa.
- Concedió solo 18 goles en la temporada 1985-86, la más baja en la historia de Maccabi Haifa.
- En 1986 ganó el premio al mejor futbolista del año.
- Fue el arquero de la Selección Nacional de Fútbol de Israel.